# Damjan Dostanić
Damjan Dostanić (Servisch: Дамјан Достанић) (Rotterdam, 3 december 2001) is een Nederlands-Servisch voetballer die als spits speelt.

## Carrière
Damjan Dostanić speelde in de jeugd van VVOR en SBV Excelsior en sinds 2018 speelt hij in de jeugd van AFC Ajax. Hij debuteerde voor Jong Ajax in de Eerste divisie op 25 maart 2019, in de met 3-3 gelijkgespeelde thuiswedstrijd tegen Jong FC Utrecht. Dostanić speelde de hele wedstrijd en scoorde in de 5e minuut de 1-0. In het seizoen 2019/20 speelde hij weer enkel voor de onder 19.
Medio 2020 verruilde hij Ajax voor FK TSC Bačka Topola. Hij debuteerde voor TSC op 5 augustus 2020, in de met 1-3 gewonnen uitwedstrijd tegen FK Rad. Hij scoorde zijn eerste doelpunt op 11 december 2020, in de met 1-3 verloren thuiswedstrijd tegen FK Radnik Surdulica. In het seizoen 2021/22 werd hij verhuurd aan OFK Žarkovo, wat op het tweede niveau van Servië uitkomt. In 2022 vertrok hij naar het Wit-Russische BATE Borisov. Eind 2023 verliet hij de club.

### Statistieken
| Seizoen                       | Club                | Land           | Competitie       | Competitie | Competitie | Beker | Beker | Overig | Overig | Totaal | Totaal |
| Seizoen                       | Club                | Land           | Competitie       | Wed.       | Dlp.       | Wed.  | Dlp.  | Wed.   | Dlp.   | Wed.   | Dlp.   |
| ----------------------------- | ------------------- | -------------- | ---------------- | ---------- | ---------- | ----- | ----- | ------ | ------ | ------ | ------ |
| 2018/19                       | Jong Ajax           | Nederland      | Eerste divisie   | 2          | 1          | –     | –     | –      | –      | 2      | 1      |
| 2020/21                       | FK TSC Bačka Topola | Servië         | Superliga        | 6          | 1          | 2     | 0     | –      | –      | 8      | 1      |
| 2021/22                       | → OFK Žarkovo       | Servië         | Prva Liga        | 29         | 7          | 1     | 0     | –      | –      | 30     | 7      |
| 2022                          | BATE Borisov        | Wit-Rusland    | Vysjejsjaja Liha | 10         | 0          | 0     | 0     | 1      | 0      | 11     | 0      |
| 2023                          | BATE Borisov        | Wit-Rusland    | Vysjejsjaja Liha | 0          | 0          | 1     | 0     | 0      | 0      | 1      | 0      |
| Carrièretotaal                | Carrièretotaal      | Carrièretotaal | Carrièretotaal   | 47         | 9          | 4     | 0     | 1      | 0      | 52     | 9      |
| Bijgewerkt op 15 januari 2024 |                     |                |                  |            |            |       |       |        |        |        |        |